# Erythrina pygmaea
Erythrina pygmaea är en ärtväxtart som beskrevs av Antonio Rocha da Torre. Erythrina pygmaea ingår i släktet Erythrina och familjen ärtväxter. Inga underarter finns listade i Catalogue of Life.